# Ludwig Carbyn

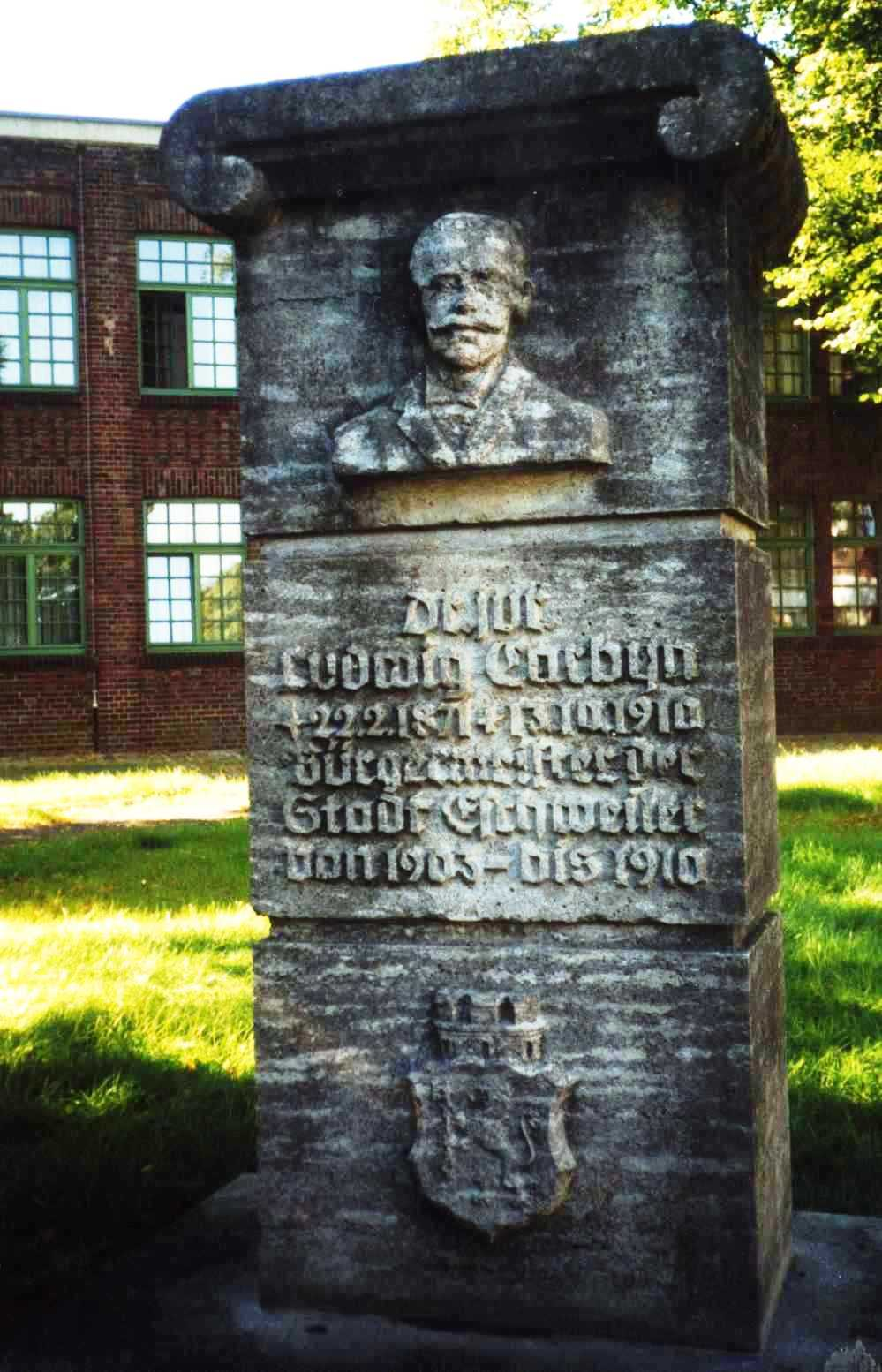
Carbyn-Denkmal

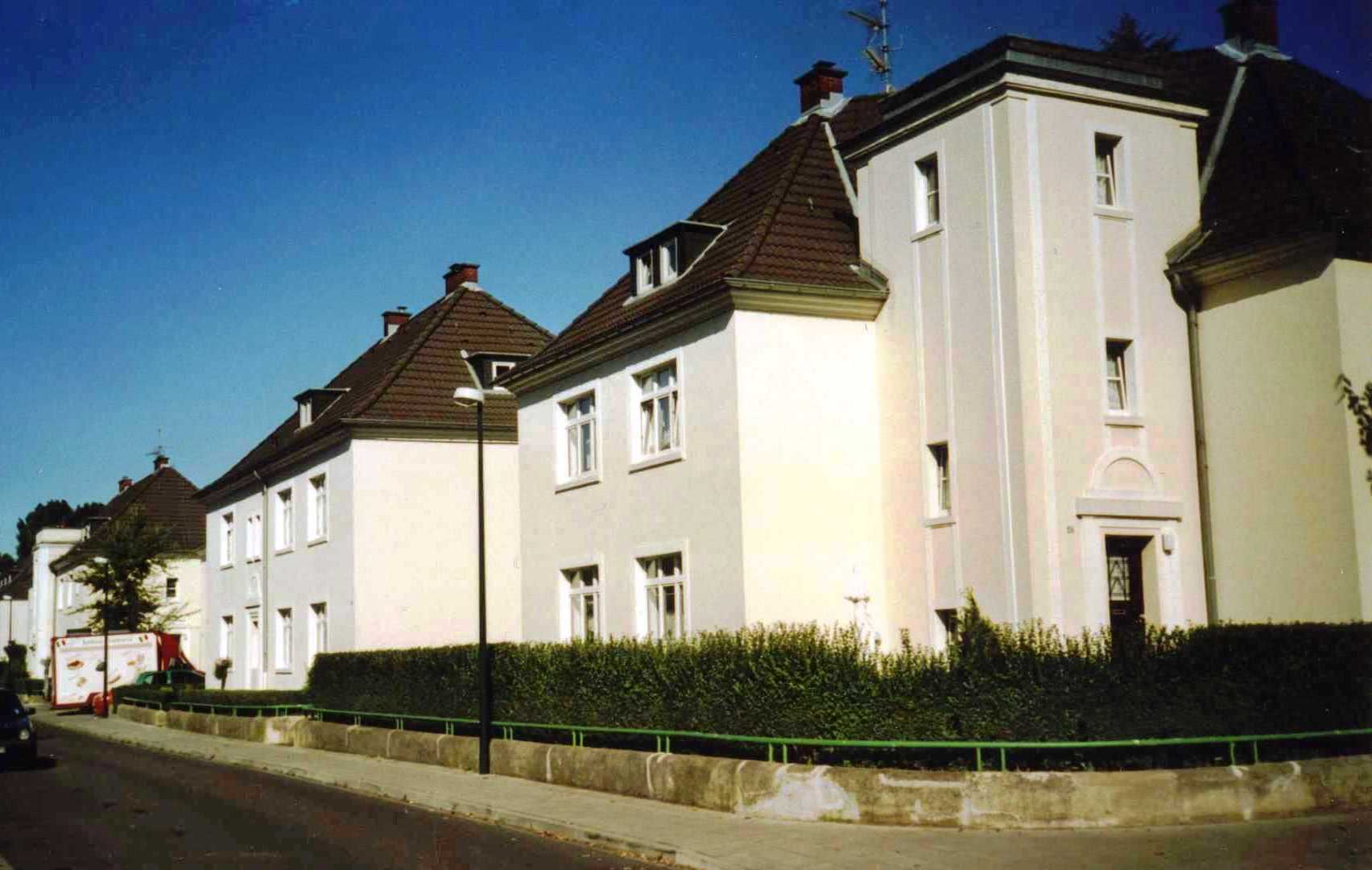
Ludwigstraße mit Genossenschaftshäusern

Ludwig Carbyn (* 22. Februar 1871 in Krefeld; † 13. Oktober 1910 in Eschweiler) war ein Eschweiler Lokalpolitiker und Gründer einer Wohnungsbaugenossenschaft.
Der promovierte Jurist gilt als der Bürgermeister, der „aus dem Weiler Eschweiler eine Stadt machte“. Von 17. Oktober 1901 bis zu seiner Wahl als Bürgermeister am 12. Februar 1902 war er Beigeordneter der Stadt Eschweiler. Das Bürgermeisteramt bekleidete er bis zu seinem Todestag. In seiner Amtszeit werden wichtige Institutionen gebaut wie das Städtische Gymnasium, die Volksbücherei, das Elektrizitätswerk, das Wasserwerk, die Kläranlage, die Stadtsparkasse Eschweiler, die Eschweiler Bank, die Filiale der Reichsbank in der Englerthstraße und das Amtsgericht Eschweiler. In seiner Amtszeit wird der Hohe Stein aufgeforstet, der Botanische Garten an der Drieschstraße eingerichtet, die Inde reguliert, die Kanalisation eingeführt und mehrere Schulen gebaut.
Am 3. April 1902, knapp drei Wochen nach seiner Wahl zum Bürgermeister, gründet Carbyn die „Gemeinnützige Wohnungsgenossenschaft“. Diese Genossenschaft errichtet unter anderem von 1927 bis 1930 im Bereich Ludwigstraße/Nothberger Straße 119 Wohnungen.
Ihm zu Ehren wird in Eschweiler 1925 die „Carbynstraße“ am Städtischen Gymnasium und 1928 die „Ludwigstraße“ im Stadtviertel Patternhof benannt sowie 1950 ein Denkmal in der Grünanlage westlich des Talbahnhofs aufgestellt.
Carbyn war Mitglied der katholischen Studentenverbindungen AV Austria Innsbruck, AV Guestfalia Tübingen und KDStV Bavaria Bonn.
| Vorgänger         | Amt                                    | Nachfolger    |
| ----------------- | -------------------------------------- | ------------- |
| Ferdinand Fischer | Bürgermeister von Eschweiler 1902–1910 | Carl Hettlage |

| Personendaten    | Personendaten                                                       |
| ---------------- | ------------------------------------------------------------------- |
| NAME             | Carbyn, Ludwig                                                      |
| KURZBESCHREIBUNG | deutscher Bürgermeister und Gründer einer Wohnungsbaugenossenschaft |
| GEBURTSDATUM     | 22. Februar 1871                                                    |
| GEBURTSORT       | Krefeld                                                             |
| STERBEDATUM      | 13. Oktober 1910                                                    |
| STERBEORT        | Eschweiler                                                          |